# Raja maderensis
Raja maderensis är en rockeart som beskrevs av Lowe 1838. Raja maderensis ingår i släktet Raja och familjen egentliga rockor. IUCN kategoriserar arten globalt som otillräckligt studerad. Inga underarter finns listade i Catalogue of Life.